# Остров Велкополски
Остров Велкопо̀лски или О̀струв Велкопо̀лски (на полски: Ostrów Wielkopolski; на немски: Ostrowo; на латински: Ostrovia) е град в Централна Полша, Великополско войводство. Административен център е на Островски окръг, както и на селската Островска община, без да е част от нея. Самият град е обособен в самостоятелна градска община с площ 41,9 км2.

## География
Градът се намира в историческата и етнографска област Калишко Великополша). Разположен е край река Облок в географския макрорегион Южновеликополска низина.

## История
Първото писмено споменаване на селището е от началото на XV век. Получило градски права най-късно през 1404 г.

## Население
Населението на града възлиза на 72 364 души (2017). Гъстотата е 1727 души/км2.
Демография:
- 1939 – 32 000 души
- 1946 – 30 808 души
- 1960 – 42 579 души
- 1970 – 49 705 души
- 1978 – 56 300 души
- 1988 – 71 382 души
- 1997 – 74 813 души
- 2002 – 73 442 души
- 2009 – 72 403 души
- 2017 – 72 364 души

## Административно деление
Административно градът е разделен на 11 микрорайона (ошедли).
| - Венеця - Зачише-Зембцов - Йоан-Павел II - Кремпа - Нове Парцеле - Одоляновске | - Парцеле Захажевске - Повстанцув Велкополских - Прушлин - Старе Каменице - Шрудмешче |

## Личности
Родени в града:
- Едмунд Далбор – полски духовник, примас на Полша (1915 – 1926 г.)
- Еренфрид Бьоге – немски генерал
- Катажина Борович – Мис Полша 2004 г.
- Едцард Шапер – немски писател
- Анджей Дера – полски политик
- Ярослав Урбаняк – полски политик
- Бартломей Яшка – полски хандбалист, национал
- Кшищоф Лиевски – полски хандбалист, национал
- Марчин Лиевски – полски хандбалист, национал
- Владислав Маркевич (роден 1920 г.) – полски социолог

## Градове партньори
- Нордхаузен, Германия
- Делич, Германия
- Лече, Италия
- Брантфорд, Канада
- Кючюкчекмедже, Турция

## Фотогалерия
- Катедрала „Св. Станислав Шчепановски“
- Улица „Вроцлавска“
- Пяски-Шчигличка